# Ram Mohan Roy

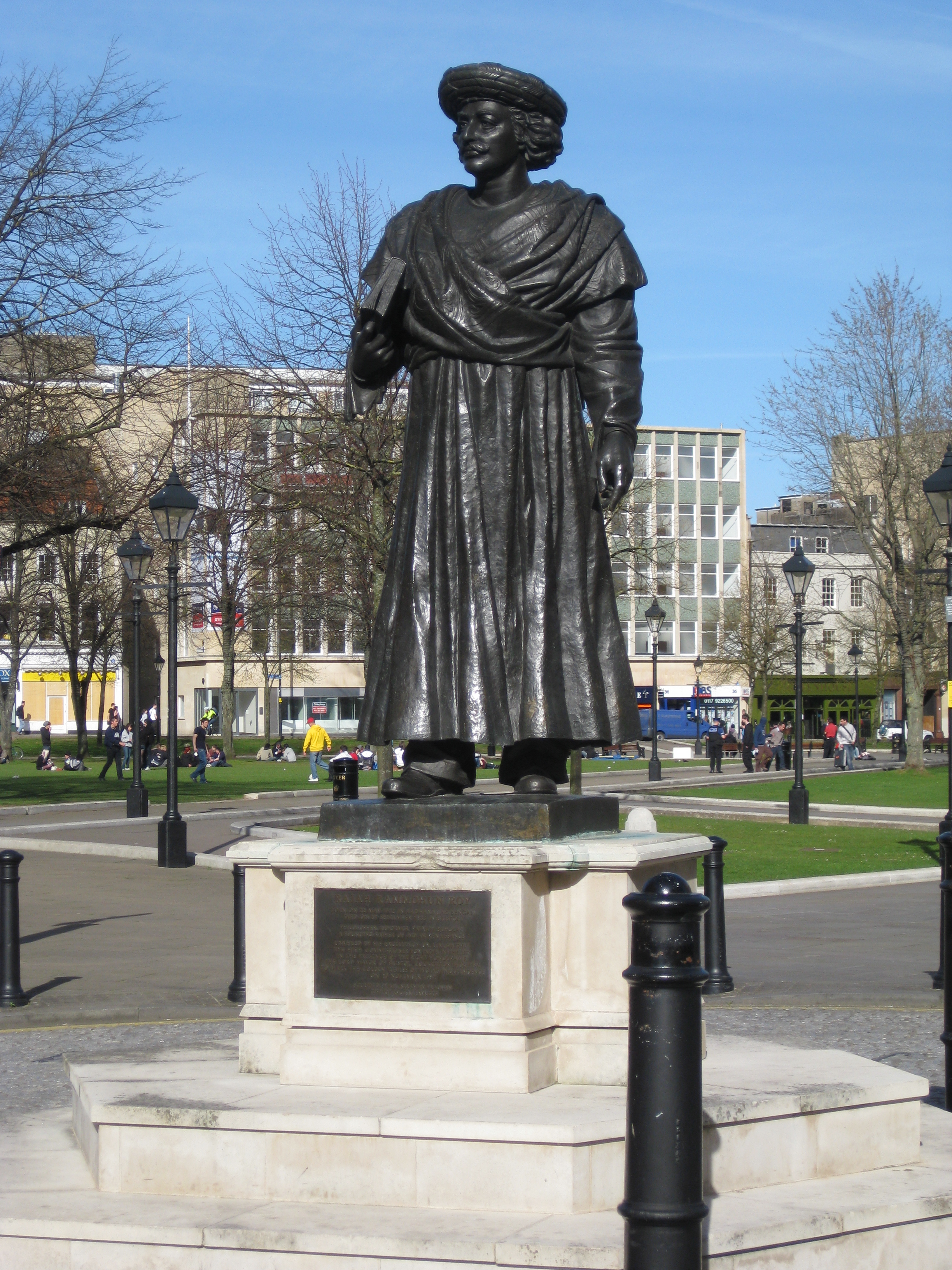
Staty av Ram Mohan Roy i Bristol.

Ram Mohan Roy (Rammohun Roy, Rahm Mohun Roy, Rama Mohana Raya), född 22 maj 1772 i Radhanagar i Bengalen, död 27 september 1833 i Bristol i England, var en nyindisk reformator. 
Som son till en egendomsägare av brahmansk kast fick han en god uppfostran och lärde sig redan tidigt flera språk, såsom sanskrit, arabiska, persiska, engelska, latin och grekiska. Vid 16 års ålder började han uppträda polemiskt mot den inhemska hinduismen och mot sociala institutioner såsom kastväsendet genom sitt arbete The Idolatrious Religious System of the Hindus. Härigenom kom han i strid med sin familj och var några år stadd på resor. Vid sin fars död erhöll Ram Mohun Roy 1800 anställning i angloindisk tjänst, men tog avsked 1814 och levde sedan i Calcutta, där han ägnade sig åt religiös reformatorisk verksamhet. 
Han började med att stifta en mindre diskussionsklubb (Atmiya sabha), där han i umgänge med representanter för olika religionsformer, särskilt kristna män, organiserade sin opposition mot indisk polyteism och bilddyrkan samt arbetade för spridning av unitariska och monoteistiska idéer. Så utgav han en bok på persiska Tuhfat al-Muvahhiddin (En gåva till monoteister), och 1820 gjorde han ett utdrag av de kristna evangelierna The precepts of Jesus, the guide to peace and happiness. Han skrev även arbeten på bengali om indisk filosofi, översatte några Upanishader samt trädde delvis i opposition mot den kristna missionärsverksamheten och stiftade slutligen - i syfte att uppliva den reformatoriska verksamhet - 1830 församlingen "Brahma-samaj". 
Ram Mohun Roy understödde kraftigt regeringen - lord William Bentinck - i utrotandet av änkebränningen (sati), som förbjöds 1829. Han arbetade ivrigt på att sprida uppfostran och kunskaper bland sina landsmän, och 1830 sändes han av stormogulen till England för att tillvarata de indiska intressena. I denna egenskap var han närvarande i underhuset när - 11 juli 1832 - änkebränningen definitivt förkastades och förbjöds. I egenskap av den förste verkligen bildade indier som besökte England, rönte han där ett mycket varmt mottagande. Friedrich Max Müller har i sina tidigare skrifter livligt skildrat Rayas liv och verksamhet. Hans reformatoriska verksamhet beskrivs av Richard Karl Garbe i Indien und das Christentum (1914).